# Jhon Anderson Rodríguez Salazar
Jhon Anderson Rodríguez Salazar (Manizales, Departament de Caldas, 12 d'octubre de 1996) és un ciclista colombià, professional des del 2015 i actualment a l'equip Delko-Marseille Provence-KTM.

## Palmarès
- 2013
  -  Campió del Colòmbia júnior en contrarellotge
- 2014
  - Medalla d'or als Jocs Olímpics d'estiu de la Joventut en equips (amb Brandon Rivera)
- 2016
  - Vencedor d'una etapa al Tour de l'Avenir